# 希思罗机场五号航站楼
希思罗机场五号航站楼（英語：Heathrow Terminal 5）是主要服务伦敦的机场希思罗机场的航站楼。该建筑群的主楼于2008年投运，为英国最大的独立式建筑。 五号航站楼目前为國際航空集團的三大枢纽之一（另外两个是伦敦盖特威克机场南区和马德里机场四号航站楼），英国航空和西班牙国家航空在此提供服务。五号航站楼在2012年前为英国航空独家使用。
五号航站楼设计年吞吐能力为3500万。2018年，五号航站楼接发21.1万次航班和3210万人次的旅客。如按航班起降量和旅客流量计算，五号航站楼是希思罗机场最繁忙的航站楼。
该建筑由理查德·罗杰斯合伙公司施工，机场设计机构帕斯考尔+沃森完成该建筑的设计。结构工程师为奧雅納和莫特·麦克唐纳。建筑成本达四十亿英镑，工程从计划到竣工历时近20年，还经历了英国历史上最长的公开调查。机场大楼与马德里-巴拉哈斯机场四号航站楼成对。

## 历史

### 计划
早在1982年，希思罗机场五号航站楼就已被提上议程，当时英国航空业的一个争议点是要扩建斯坦斯特德机场还是扩建希思罗机场（英国航空提案）。航站楼的规划研究始于1988年2月，1989年，理查德·罗杰斯合伙公司被选中设计五号航站楼。理查德·罗杰斯将他的设计与蓬皮杜中心的方案进行了比较，后者是一个在空间使用方面具有类似灵活性的早期设计方案。
英国机场管理局于1992年5月正式公布建设五号航站楼的提案，并于1993年2月17日递交正式规划申请。对该案的公开调查于1995年5月16日开始，历时近四年，最终于1999年3月17日结束（而实际调查只用了525天）。该调查以希思罗万丽酒店为基地，是英国有史以来最长的规划调查。最后在请求递交的第八年（2001年），运输大臣斯蒂芬·拜尔斯于当年11月20日宣布向希思罗机场五号航站楼批出规划许可。

### 建造

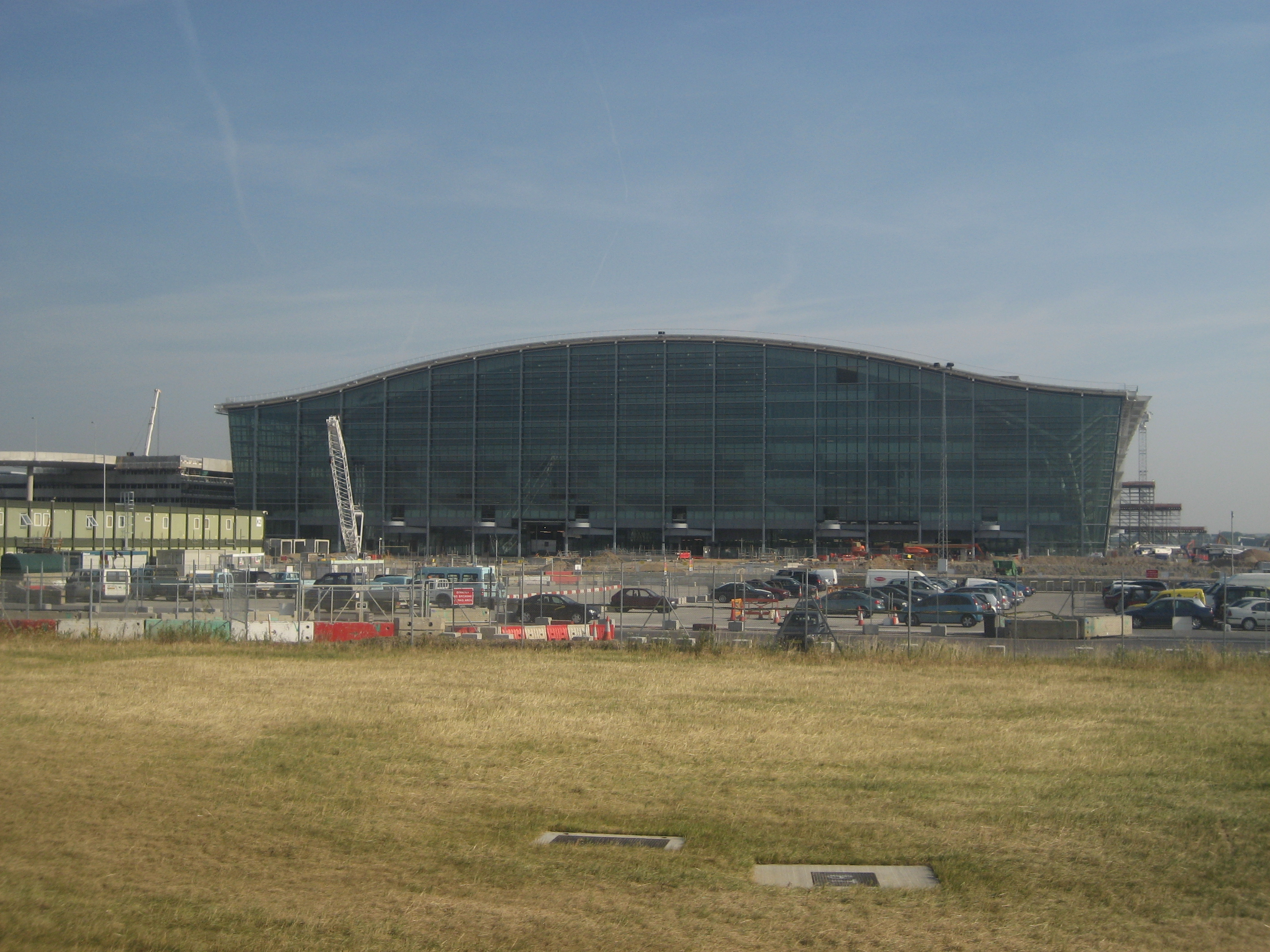
2006年7月在建的 5 号航站楼。左侧可以看到停车场结构，右为空侧。

莱恩·奥罗克于2002年9月开始对五号航站楼基础工程进行土方施工。工地在发掘期间发现八万余件文物。次年11月，主航站楼钢结构上层建筑开工。到2005年1月，为公路、铁路及排水设置的九条管道完工。同年3月，主航站楼屋顶的第六部分封顶，并在12月完成防风雨测试。为防止吊装航站楼屋顶期间与机场雷达场垂直相交，屋顶无法用传统起重机吊装。故屋顶使用较小的起重机在地面进行组装工程，然后由八座特制塔架吊装到相应位置，每座塔架都装有两个液压千斤顶以将屋顶拉起。施工高峰时有八千人在施工现场工作，而整项工程动用了六万名工人。从2007年9月到2008年3月，机场公司招募了1.5万余名志愿者进行了六十八次演练，以测试五号航站楼投运前的预计运营情况。

### 揭幕
2008年3月14日，英国女王伊丽莎白二世在仪式上为五号航站楼揭幕。该航站楼由英国航空（以及后来的西班牙国家航空）和美国航空（寰宇一家成员）使用，2008年3月27日正式向旅客开放，从香港国际机场起飞的 英航25号航班于格林威治标准时间四时五十分抵达。第一位进入5号航站楼的旅客是移民英国的肯尼亚人保罗·沃克，他于2008年3月27日凌晨4点30分通过安检进入候机厅，时任英国航空首席执行官威利·沃尔什亲手向沃克递上由希思罗飞往巴黎戴高乐的英国航空302号航班的登机牌。

#### 争议
开业当天，新航站楼被发现未按原定计划营运，这迫使英国航空取消原定的三十四架次的航班并停止旅客报到。接下来的十天，约4.2万件行李未能送到旅客的手中，逾五百架次航班被取消。英国航空直到2008年4月8日才将所有的航班转场到五号航站楼，并不得不推迟长途航班从四号航站楼转场到五号航站楼的日期。这些问题后来被归咎于航站楼的资讯系统和停车场。开业四个月后，英国航空刊出广告，向公众承诺航站楼运营一切正常。

## 地点

### 概述
五号航站楼位于机场西侧的一块260公頃（640英畝）的场地上，位于北部和南部跑道的西端之间。航站楼用地原为佩里·奥克斯污水处理厂和伯罗斯山近程庄园所用，航站楼位于M25高速公路以东；另见希思罗村。两条人工河道，朗福德河和诺森伯兰公爵河，最初穿过机场用地的中部。航站楼大部位于哈蒙兹沃思教区。包括火车站在内的南部部分位于斯坦威尔教区。航站楼用地全部位于伦敦希靈登自治区。

### 双河改道
航站楼建设计划中时间最紧迫的土木工程子项目之一是在机场西部为朗福德河和诺森伯兰公爵河改道。计划十分复杂，因为工程不只是简单地修改河道，还涉及A3044双车道公路和西部周边公路的改线工程。由于时间紧迫且工程用地临近居民区，问题变得更加复杂。两条跑道的航路进一步限制了现场活动。改道河流的九成五河段经由两条6（3.7英里）长的人工河流动，只有五成的原始河流经跑道下的涵洞。 双河改道计划因其在项目设计和施工期间保持高环境标准和质量的能力而荣获土木工程环境质量奖。它涉及河流野生动植物的大规模迁移工程。

## 建筑构成

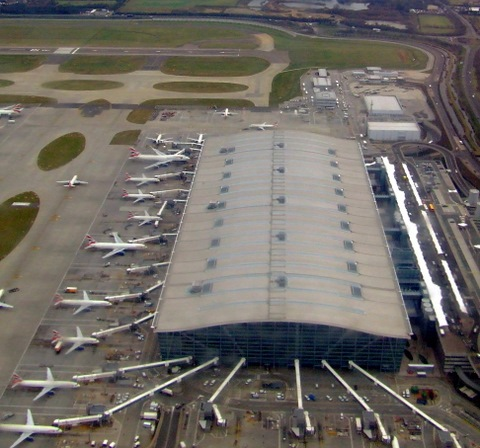
从空中拍摄希思罗机场T5A主楼

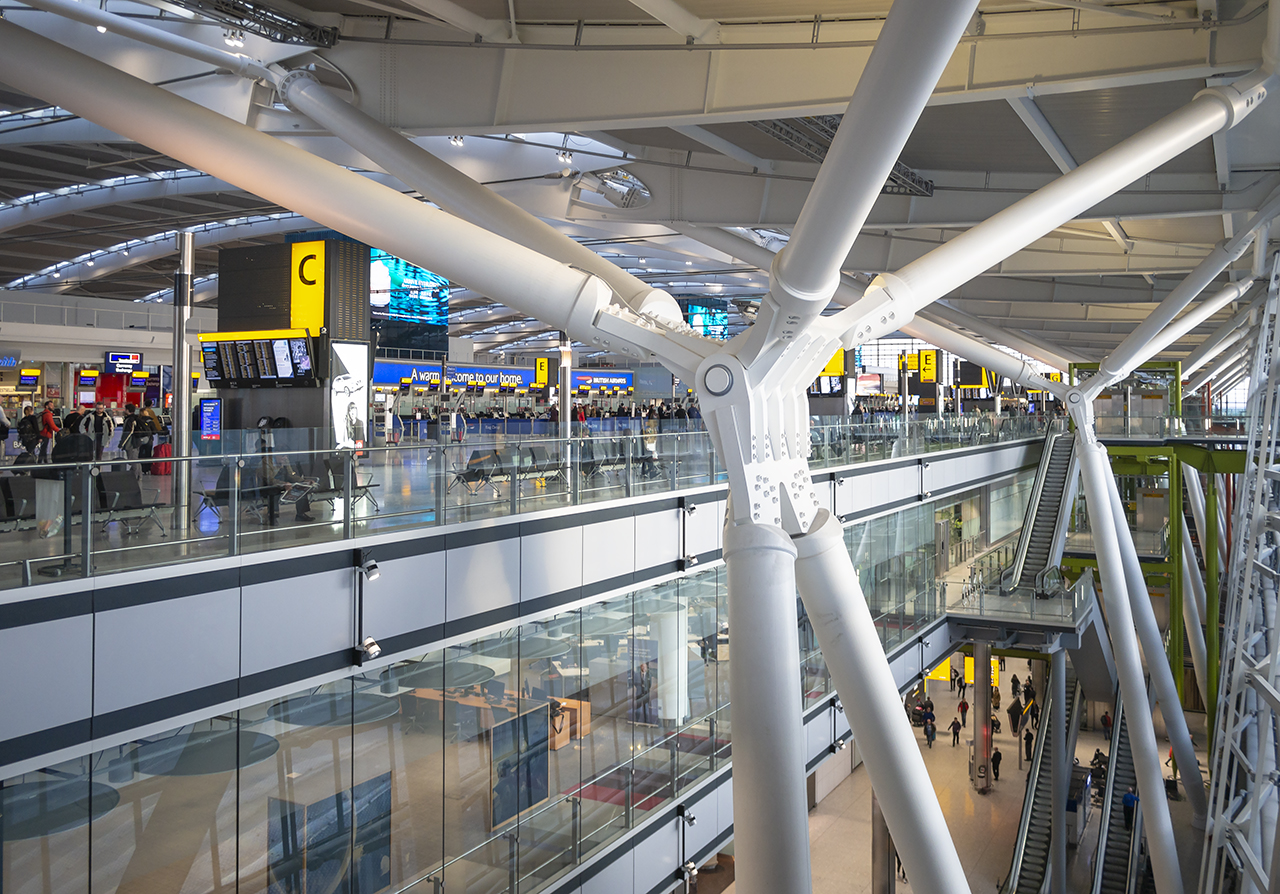
希思罗机场五号航站楼内部

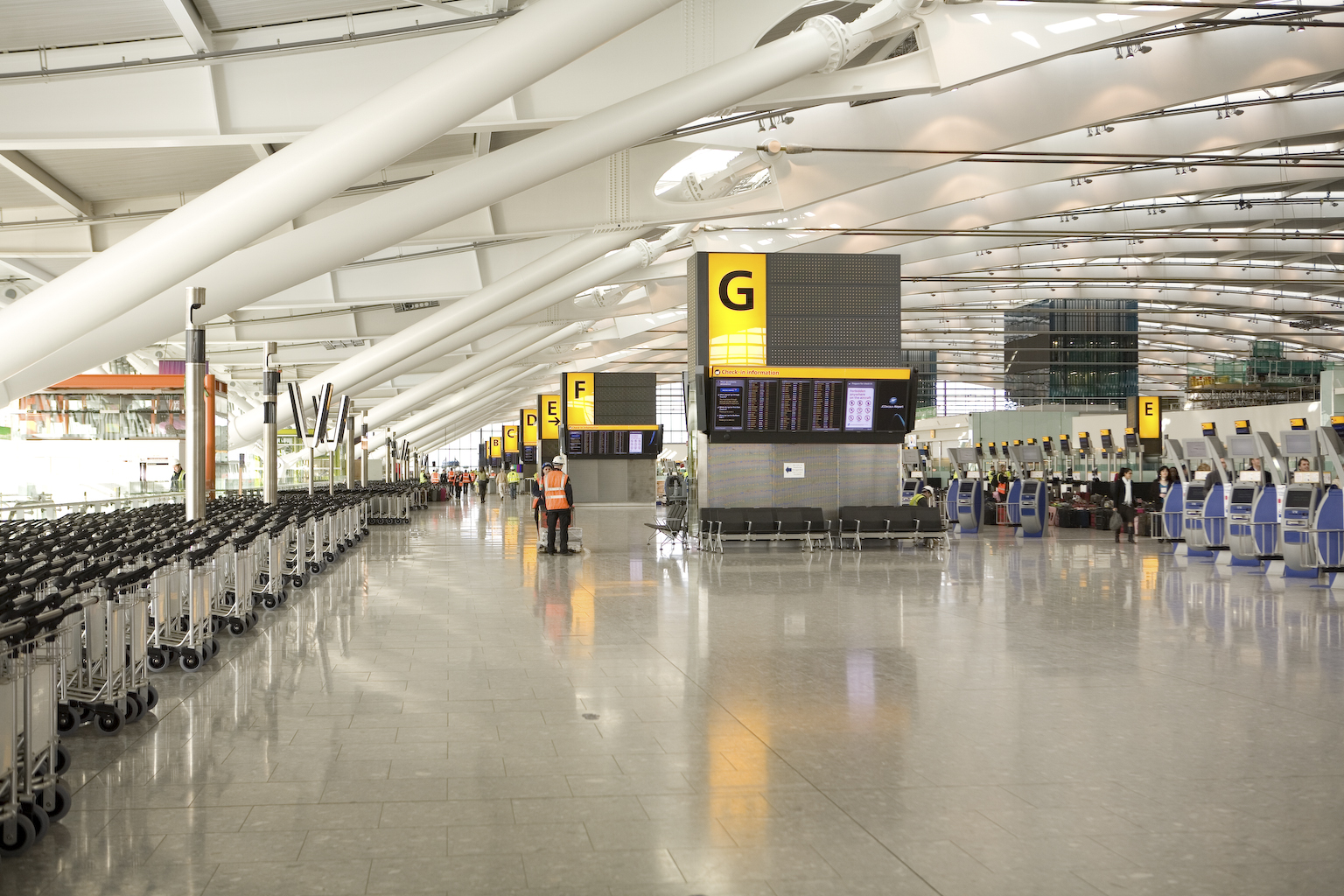
T5A报到区

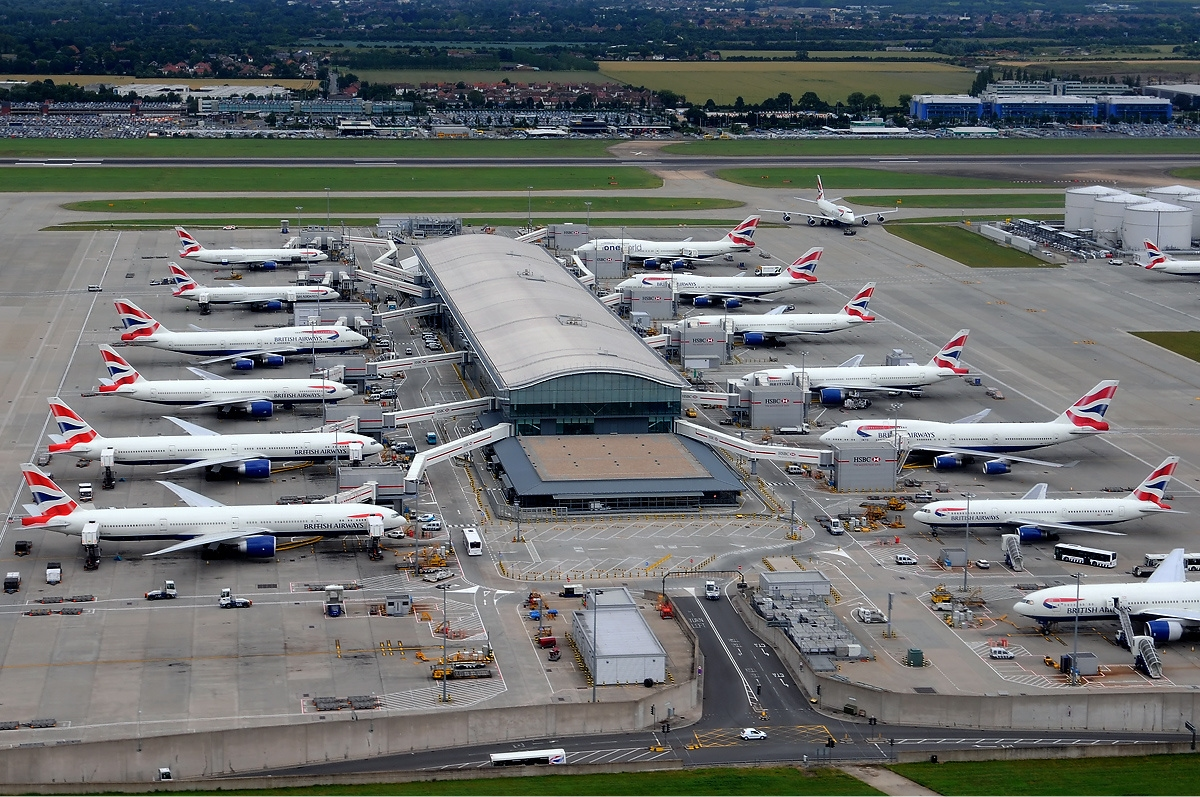
T5C卫星厅

五号航站楼总体包括建筑若干、一座新塔台和一个地下火车站。T5A为主楼，T5B和T5C为卫星厅。启用时，5A和5B航站楼业已竣工，而由Carillion建造的T5C原定于2010年5月下旬启用；但最终跳票到2011年6月。整个建筑群的前端是一栋包含道路交通设施的独立建筑。主楼设一百余间商铺。 

### 五号航站楼主楼（T5A）
主楼长396（1,299英尺），宽176（577英尺），高40（130英尺）。它是5号航站楼建筑群中最大的建筑暨英国最大的独立式建筑。它的四层建筑由一个单跨起伏的钢框架屋顶覆盖，玻璃外墙与垂线夹角为6.5°。屋顶覆盖面积约合五座足球场，每个部分重达二千二百吨。
T5A包含一个值机区、一个带零售商店和其他乘客服务的候机室以及一处行李提取区。 整个航站楼的行李处理系统中，T5A占了绝大部分。五号航站楼拥有者最大的行李处理系统，系统设有5英里（8.0）的高速行李传送带和11英里（18）的普通行李传送带。它的设计每小时可处理四千份行李，机场内还设有一个“包寄存处”，最多可临时存放四千件包。
出发旅客从换乘广场乘坐电梯或自动扶梯进入三楼出发区。进入出发大厅后，乘客可以在机场上与顶层隔绝的空间看到希思罗机场和周边地区的景色。在办理登机手续和安检后，空侧候机室还可以看到整个机场、跑道和机场周边的景色。
英航办公区可以俯瞰五号航站楼的主要旅客处理区，用《航空运输周刊》的话说，办公区的设计使英航员工可以“与客户建立视觉联系”。当五号航站楼于2008年3月27日正式投运时，英航的工作人员，包括机组值机人员撤出罗盘中心，改在五号航站楼办公。伦敦室内设计师凯瑟琳·普利应委托为接待和接待贵客的温莎套房设计内饰。

### 卫星厅（T5B/T5C）
T5B是希思罗五号航站楼现存两座卫星厅中第一个开工的卫星厅。 T5C是第二座卫星厅，于2011年5月20日试营运，2011年6月1日正式启用，同时英国航空公司复飞圣地亚哥航线。T5B长442（1,450英尺），宽52（171英尺）、高19.5（64英尺），设37部直梯和29部扶梯。 
希思罗机场在2009年的投资计划中有在T5C东侧加建T5D卫星厅的设想。
希思罗机场5号航站楼旅客自动输送系统将T5A、T5B和T5C相连接。
旅客自动输送系统下方设有人行道，2015年向旅客开放。

### 建筑正面
与大多数机场航站楼不同，主航站楼不直接由道路连接。取而代之的是一座六层立体建筑，地面设公交车站和出租车站；一至四层设临时车辆多层停车场，提供三千八百个停车位；第五层设落客区。正面建筑一层的人行道与通往索菲特希思罗五号航站楼酒店的地下通道相连接，而2层的一部分为常驻/商务车辆停车区（见下文）。
正面建筑通过地面层的人行道（主航站楼的到达层，设雨棚）和五层（出发层）的天桥与主楼相连。两座建筑与连接的人行道相结合，带来了若干个开放式庭院。其中一个庭院为地下车站的通道结构所用；其他中庭设有一个舞蹈喷泉和40棵英桐组成的树林，可供乘客和其他游客使用。

### 新塔台
在设计时，由于五号航站楼的预计高度甚高，既有塔台的视野将遭到遮挡。因此，在航站楼开工前夕，机场当局建设了更高的塔台。工程耗资五千万英镑，2004年间在异地组装，随后在希思罗机场三号航站楼附近的中央航站楼区域内完成安装作业。这座新的控制塔重近千吨，高87（285英尺）（约合纳尔逊纪念柱的三倍），使其成为欧洲最高塔式建筑物之一。新塔台于2007年4月投入使用。

## 在五号航站楼运营的航空公司
目前仅英国航空使用本航站楼。英国航空使用五号航站楼运营从希思罗机场出发的大部分航班。但部分航线因五号航站楼的容量限制而在三号航站楼营运。英航计划于2023年3月26日将12条长途航线及6条短途航线从T3转场至T5。
在2012年3月至2022年7月12日期间，国际航空集团旗下西班牙国家航空的航班在五号航站楼营运。西班牙国家航空于2022年7月12日因應節省成本，更換地勤服務公司而將所有航班转场至三号航站楼，2023年6月又改用原有的地勤服務公司因而遷回五號航站樓。
2019冠状病毒病疫情期间，部分寰宇一家成员亦使用该航站楼。美国航空于2020年7月7日转场至五号航站楼，但目前已移回三号航站楼。同年7月27日，卡塔尔航空亦转场至五号航站楼，但已于2022年7月14日移回四号航站楼。7月29日，日本航空转场至五号航站楼，但目前已移回三号航站楼。中国南方航空在2022年11月迁回T4前亦使用该航站楼。
与T3和T4不同，T5不仅处理国际航班，还处理英国国内线和往来爱尔兰的航班，就像是T2。洛根航空计划转场至本航站楼以与英国航空的航班代码共享。但目前因为五号航站楼容量已饱和，遂洛根航空仍然使用二号航站楼。

## 地面运输
机场周边的交通网络已扩展，以应付旅客人数的增加。这包括拓宽M25 高速公路以及建造希思罗机场快线和伦敦地铁皮卡迪利线的新支线。

### 铁路连接

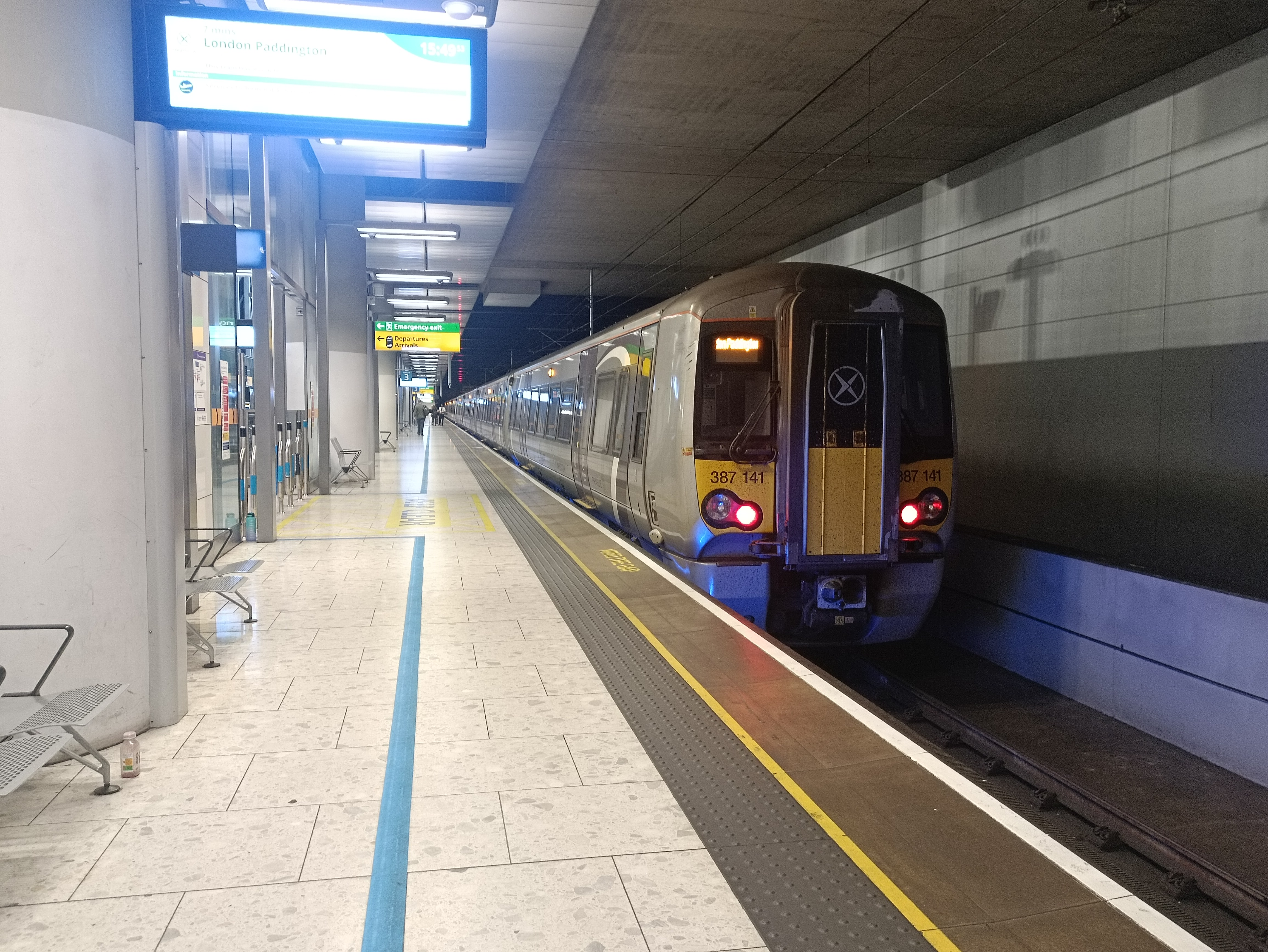
希斯洛機場第5航廈站内的希思罗机场快线列车

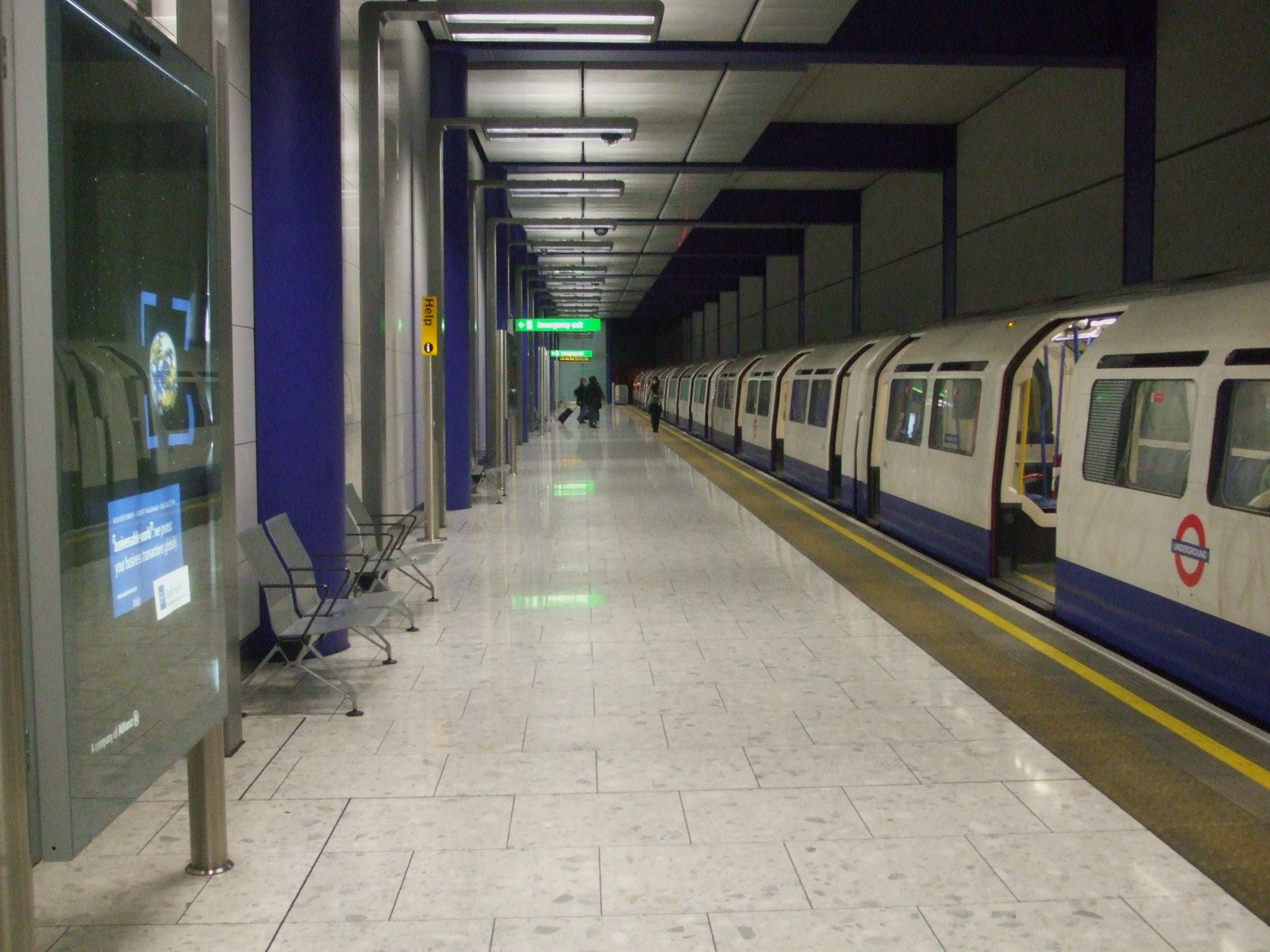
五号航站楼站六号站台上的一列1973年产伦敦地铁皮卡迪利线列车

希斯洛機場第5航廈站位于主航站楼下方，供乘坐伦敦地铁和希思罗机场快线的旅客前往航站楼。火车站还为未来可能引入本站的西部铁路预留了两个月台。
希思罗机场快线提供前往伦敦市中心帕丁顿车站的快速列车服务，中途只停靠希思罗中央车站。行车间隔为十五分钟，到帕丁顿全程耗时二十一分钟。前往帕丁顿的服务收取票价。但前往希思罗机场中心站的区间免费，该中心站点与希思罗T1/T2/T3、希思罗机场中央巴士站和前往帕丁顿的伦敦交通局铁路中速铁路接驳。旅客可以在希思罗机场中心站换乘火车到希思罗机场快速穿梭巴士服务免费前往四号航站楼。
伦敦地铁皮卡迪利线提供到伦敦市中心的慢速但廉价的接驳服务，取决于目的地，行程在四十五分钟到一小时不等。列车行车间隔为十分钟，他们连接伦敦市中心的许多车站，并与伦敦地铁其他线路接驳。皮卡迪利线的票价系统与伦敦交通系统统一。
5号航站楼也有RailAir快速公车服务，该巴士将航站楼公交车站（见下文）与雷丁站接驳，旅客可一路西进，而沃金站则为南下的旅客服务。

### 公路连接
从14号立交桥和15号立交桥之间的M25公路到航站楼间建有一条专门的高速支线。支线还连接到机场的周边道路，并在地面层（公交站和出租车站）、4层（停车场）和5层（出发设置）直连主楼。 1至3层的停车区可通过一条从4层到底的螺旋坡道进入。
除了主航站楼前的临时车辆停车区外，5号航站楼还设有独立的商务停车区和常驻车辆停车区。机场的周边道路连接停车区，但这些停车区距离航站楼有一段距离。常驻车辆停车区通过公共汽车与航站楼相连，商务停车场由高架个人快速交通系统与航站楼相接驳（参见下文）。
T5还通过希思罗空侧公路隧道与T1、T2、T3相连，尽管顾名思义，但这并非公共交通的服务区域。

### 公交连接
前楼的巴士和长途汽车站提供多种公共汽车和长途汽车服务，包括国家长途快车服务、从牛津出发的“航空公司”服务、RailAir巴士、本地公交车、联络机场的穿梭巴士酒店，常驻车辆停车场和汽车租赁区，以及员工穿梭巴士。
由于五号航站楼临近大伦敦边界，在希思罗T5服务的部分本地巴士是伦敦巴士网络的一部分，其他线路则由不同的公共交通公司营运。

### 个人快速运输系统
“Pod”长2.4英里（3.9），是希思罗机场的个人快速运输交通系统，连接附近的商务停车场和T5A。 Pod系统在陆侧运行，由电池供电的无人驾驶ULTra车队在高架和地面隔离导轨上运行。 Pod车辆由乘客在停车场或航站楼内的Pod站点使用触屏设备控制。

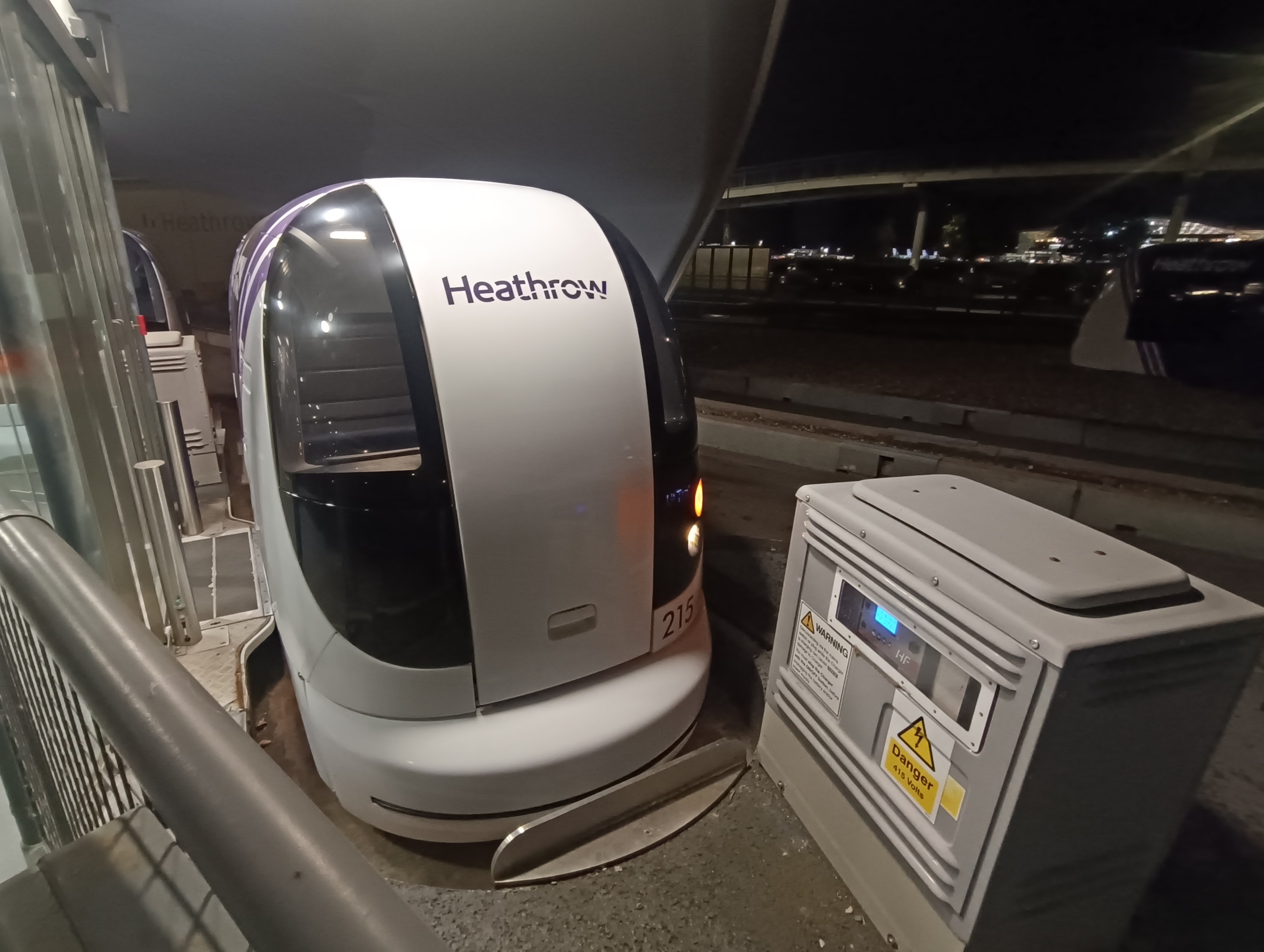
Heathrow Pod

该系统于2011年5月开始试运行，同年9月全面投运。该系统由位于布里斯托尔的先进运输系统公司设计，其目的是最终将旅客运输到T2和T3周边。

### 旅客自动输送系统

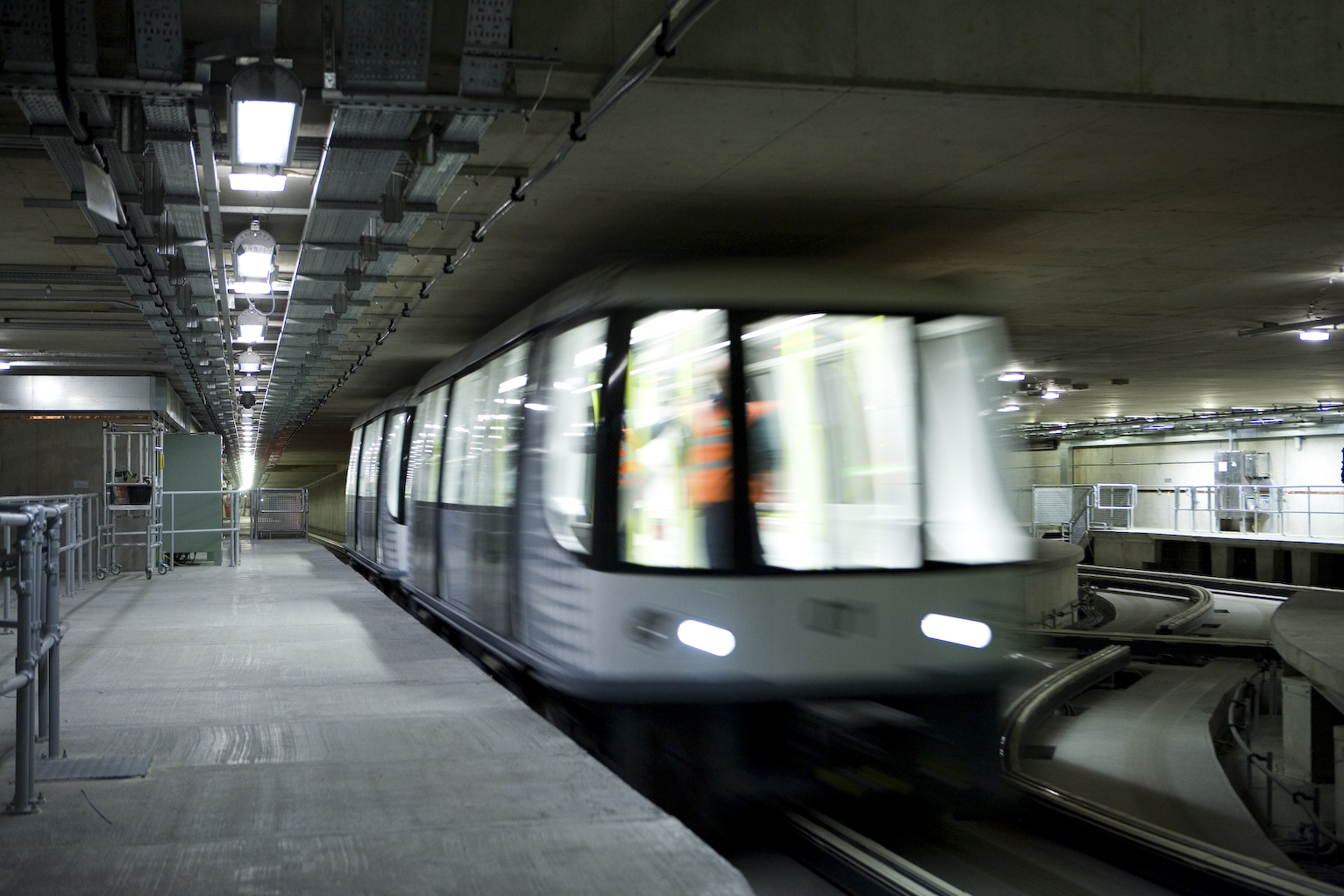
五号航站楼的空侧过境系统

地下旅客捷運系統“Transit”连接T5A、T5B和T5C。Transit使用庞巴迪英诺威APM 200车辆。由于捷运系统仅在空侧运行，因此仅限乘客和其他授权人员搭乘。
Transit每小时最高可吞吐六千余名乘客，列车运行时速为50每小時（31英里每小時） ，全程历时四十五秒。乘客通过一对“位于欧洲最大开放空间”的自动扶梯到达捷运站。其自动扶梯亦为英国之最，比自1992年以来一直保持该记录的伦敦地铁天使站的扶梯更长。

### 未来发展

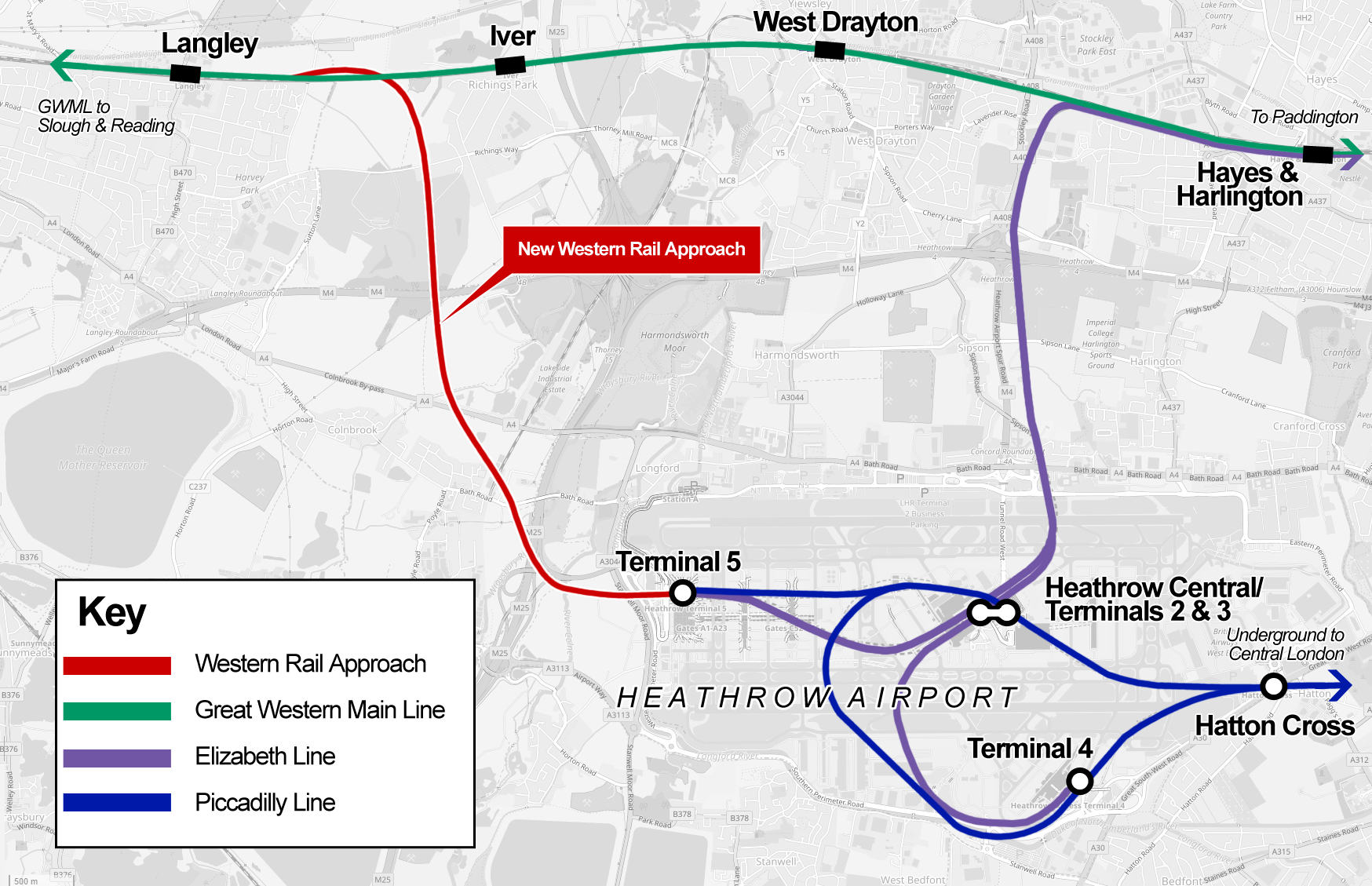
西部铁路连接希思罗机场的议案

自2022年起，伊丽莎白线作为横贯铁路项目的一部分开始为希思罗机场5号航站楼提供服务。这将提供另一条通往伦敦市中心的路线，以及连接艾比伍德支线上的坎纳瑞瓦弗和申菲尔德支线上的艾塞克斯等地区的铁路线。
目前已有建设通往希思罗机场的西部铁路通道的提案，该铁路连接希思罗机场五号航站楼和大西部主线。如果建成，这条联络线将允许铁路服务从T5一路西进，与西英格兰的车站相连接。